# Anthocleista
Anthocleista är ett släkte av gentianaväxter. Anthocleista ingår i familjen gentianaväxter.
Kladogram enligt Catalogue of Life:
| Anthocleista | \| \| Anthocleista amplexicaulis \| \| \| \| \| \| Anthocleista djalonensis \| \| \| \| \| \| Anthocleista grandiflora \| \| \| \| \| \| Anthocleista laxiflora \| \| \| \| \| \| Anthocleista liebrechtsiana \| \| \| \| \| \| Anthocleista longifolia \| \| \| \| \| \| Anthocleista madagascariensis \| \| \| \| \| \| Anthocleista microphylla \| \| \| \| \| \| Anthocleista nobilis \| \| \| \| \| \| Anthocleista obanensis \| \| \| \| \| \| Anthocleista potalioides \| \| \| \| \| \| Anthocleista procera \| \| \| \| \| \| Anthocleista scandens \| \| \| \| \| \| Anthocleista schweinfurthii \| \| \| \| \| \| Anthocleista vogelii \| \| \| \| |
|              | \| \| Anthocleista amplexicaulis \| \| \| \| \| \| Anthocleista djalonensis \| \| \| \| \| \| Anthocleista grandiflora \| \| \| \| \| \| Anthocleista laxiflora \| \| \| \| \| \| Anthocleista liebrechtsiana \| \| \| \| \| \| Anthocleista longifolia \| \| \| \| \| \| Anthocleista madagascariensis \| \| \| \| \| \| Anthocleista microphylla \| \| \| \| \| \| Anthocleista nobilis \| \| \| \| \| \| Anthocleista obanensis \| \| \| \| \| \| Anthocleista potalioides \| \| \| \| \| \| Anthocleista procera \| \| \| \| \| \| Anthocleista scandens \| \| \| \| \| \| Anthocleista schweinfurthii \| \| \| \| \| \| Anthocleista vogelii \| \| \| \| |
|              | Anthocleista amplexicaulis |
|              | |
|              | Anthocleista djalonensis |
|              | |
|              | Anthocleista grandiflora |
|              | |
|              | Anthocleista laxiflora |
|              | |
|              | Anthocleista liebrechtsiana |
|              | |
|              | Anthocleista longifolia |
|              | |
|              | Anthocleista madagascariensis |
|              | |
|              | Anthocleista microphylla |
|              | |
|              | Anthocleista nobilis |
|              | |
|              | Anthocleista obanensis |
|              | |
|              | Anthocleista potalioides |
|              | |
|              | Anthocleista procera |
|              | |
|              | Anthocleista scandens |
|              | |
|              | Anthocleista schweinfurthii |
|              | |
|              | Anthocleista vogelii |
|              | |